# Львівська обласна державна адміністрація
Льві́вська обласна́ держа́вна адміністра́ція є місцевим органом виконавчої влади і входить до системи органів виконавчої влади.
Львівська обласна державна адміністрація в межах своїх повноважень здійснює виконавчу владу на території відповідної адміністративно-територіальної одиниці, а також реалізує повноваження, делеговані їй відповідною радою.
Склад Львівської обласної державної адміністрації формує її голова. Голова Львівської обласної державної адміністрації призначається на посаду і звільняються з посади Президентом України за поданням Кабінету Міністрів України.
Голова ЛОДА при здійсненні повноважень відповідальний перед Президентом і Кабінетом Міністрів України, підзвітний та підконтрольний органам виконавчої влади вищого рівня.
У зв'язку з широкомасштабним вторгненням Росії 24 лютого 2022 року набула статусу військової адміністрації.

## Голови
- (1995—1997) Горинь Микола Миколайович
- (1997—1999) Гладій Михайло Васильович
- (1999—2001) Сенчук Степан Романович
- (2001—2002) Гладій Михайло Васильович
- (2002—2003) Янків Мирон Дмитрович
- (2003—2004) Сендега Олександр Степанович
- (2005—2008) Олійник Петро Михайлович
- (2008—2010) Кміть Микола Іванович
- (2010) Горбаль Василь Михайлович
- (2010—2011) Цимбалюк Михайло Михайлович
- (2011—2013) Костюк Михайло Дмитрович
- (2013) Шемчук Віктор Вікторович
- (2013) Сало Олег Михайлович
- (2014) Сех Ірина Ігорівна
- (2014) Турянський Юрій Іванович (в.о.)
- (26 грудня 2014 — липень 2019) — Синютка Олег Михайлович
- 5 липня — 26 грудня 2019 — Мальський Маркіян Маркіянович[3]
- з 5 лютого 2020 — Козицький Максим Зіновійович

## Керівництво
- Голова — Козицький Максим Зіновійович[4]
- Перший заступник голови — Годик Андрій Михайлович
- Заступники голови — Бучко Юрій Богданович, Собко Іван Михайлович, Замула Христина Петрівна
- Заступник голови з питань цифрового розвитку, цифрових трансформацій і цифровізації (CDTO) — Кулепін Олександр Сергійович
- Керівник апарату — Грень Тарас Ярославович

## Структура
- Департамент агропромислового розвитку
- Департамент архітектури та розвитку містобудування
- Департамент дорожнього господарства
- Департамент екології та природних ресурсів
- Департамент економічної політики
- Департамент з питань культури, національності та релігій
- Департамент з питань цивільного захисту
- Департамент комунікацій та внутрішньої політики
- Департамент міжнародної технічної допомоги та міжнародного співробітництва
- Департамент освіти і науки
- Департамент охорони здоров'я
- Департамент паливно-енергетичного комплексу, енергоефективності та житлово-комунального господарства
- Департамент соціального захисту населення
- Департамент фінансів
- Державний архів Львівської області
- Служба у справах дітей
- Управління з питань цифрового розвитку
- Управління капітального будівництва
- Управління молоді та спорту
- Управління транспорту та зв'язку
- Управління туризму та курортів[5]